# Роуз Чібамбо
Роуз Ломатінда Чібамбо (англ. Rose Lomathinda Chibambo, 8 вересня 1928 — 12 січня 2016) була видатним політиком у британському протектораті Ньясаленд у роки, що передували незалежності Малаві в 1964 році.
Роуз Чібамбо організовувала малавійських жінок у їхній політичній боротьбі проти британців як політичну силу, з якою необхідно рахуватися поряд із чоловіками у боротьбі за незалежність. Вона була заарештована 23 березня 1959 року, через два дні після народження дівчинки, і поміщена до в'язниці Зомба. Її товаришів по боротьбі за свободу, включаючи Гастінгса Банду, заарештували раніше, вранці 3 березня, коли губернатор Роберт Армітаж оголосив надзвичайний стан. Після здобуття Малаві незалежності у 1964 році Роуз Чібамбо стала першою жінкою-міністром у новому кабінеті міністрів. Після розриву відносин із Гастінгсом Бандою вона була змушена піти у вигнання на тридцять років, повернувшись після відновлення демократії.

### Спадщина
У 2009 році президент Бінгу ва Мутаріка зустрівся з Роуз Чібамбо і вшанував її пам'ять, назвавши на її честь вулицю у місті Мзузу.
З 1 січня 2012 року її зображено на банкноті Малаві номіналом 200 квача.
1. ↑  https://1000peacewomen.org/eng/friedensfrauen_biographien_gefunden.php?WomenID=2174
2. ↑  https://times.mw/rose-chibambo-life-of-a-lioness/
3. ↑   http://malawidigest.blogspot.com/2009_04_01_archive.html. {{cite web}}: Пропущений або порожній |title= (довідка)